# Nancy Darsch
Nancy Darsch (ur. 29 grudnia 1951 w Plymouth, zm. 2 listopada 2020 tamże) – amerykańska koszykarka uczelniana, następnie trenerka koszykarska.

## Osiągnięcia trenerskie
Na podstawie, o ile nie zaznaczono inaczej.

### Trenerka główna

#### Drużynowe
- Wicemistrzostwo:
  - WNBA (1997)
  - NCAA (1993)
- Mistrzostwo sezonu zasadniczego konferencji Big 10 (1986–1989, 1993)
- Rozgrywki:
  - elite 8 turnieju NCAA (1987, 1993)
  - sweet 16 turnieju NCAA (1986–1989, 1993)
  - II rundy turnieju NCAA (1986–1990, 1993)

#### Indywidualne
- Najlepsza debiutująca trenerka roku NCAA (1986)
- Zaliczona do galerii sław:
  - sportu uczelni Ohio State – Ohio State Athletics Hall of Fame (2014)
  - koszykówki stanu Ohio – Ohio Basketball Hall Of Fame (2021)
  - Springfied College Hall Of Fame (1994)

### Asystentka
- Mistrzostwo:
  - WNBA (2010)
  - olimpijskie (1984, 1996)
  - igrzysk dobrej woli (1994)
  - uniwersjady (1991)
  - Pucharu Williama Jonesa (1984)
  - turnieju konferencji Southeastern NCAA Southeastern
  - sezonu zasadniczego Southeastern konferencji NCAA Southeastern
- Wicemistrzostwo:
  - NCAA (1984)
  - Association for Intercollegiate Athletics for Women (AIAW – 1980, 1981)
- Brąz mistrzostw świata (1994)
- Rozgrywki:
  - final four:
    - NCAA (1982, 1984)
    - AIAW (1979–1981)

  - elite 8 NCAA (1982–1984)
  - sweet 16 NCAA (1982–1985)